# 3e cérémonie des prix Écrans canadiens
La 3e cérémonie des prix Écrans canadiens (Canadian Screen Awards), organisée par l'Académie canadienne du cinéma et de la télévision, a eu lieu le 1er mars 2015.

## Palmarès
Les lauréats sont indiqués ci-dessous en premier de chaque catégorie et en gras.

### Cinéma

#### Meilleur film
- Mommy
  - Cast No Shadow
  - Fall
  - In Her Place
  - Maps to the Stars
  - Tu dors Nicole

#### Meilleur réalisateur
- Xavier Dolan – Mommy
  - Albert Shin – In Her Place
  - David Cronenberg – Maps to the Stars
  - Stéphane Lafleur – Tu dors Nicole
  - Atom Egoyan – Captives (The Captive)

#### Meilleur acteur
- Antoine Olivier Pilon pour le rôle de Steve O'connor Després dans Mommy
  - Evan Bird pour le rôle de Benjie Weiss dans Maps to the Stars
  - Bruce Greenwood pour le rôle de Dr. Toby Green dans Elephant Song
  - Michael Murphy pour le rôle de Père Sam dans Fall
  - Ryan Reynolds pour le rôle de Matthew dans Captives (The Captive)

#### Meilleure actrice
- Anne Dorval pour le rôle de Diane « Die » Després dans Mommy
  - Julianne Moore pour le rôle de Havana Segrand dans Maps to the Stars
  - Ahn Ji Hye pour le rôle de la fille dans In Her Place
  - Yoon Da Kyung pour le rôle de la femme dans In Her Place
  - Julianne Côté pour le rôle de Nicole Gagnon dans Tu dors Nicole

#### Meilleur acteur dans un second rôle
- John Cusack pour le rôle de Dr Stafford Weissdans Maps to the Stars
  - Marc-André Grondin pour le rôle de Rémi Gagnon dans Tu dors Nicole
  - Kris Demeanor pour le rôle de Warren dans The Valley Bellow
  - Justin Chatwin pour le rôle de Bobby Shore dans Bang Bang Baby
  - Robert Pattinson pour le rôle de Jerome Fontana dans Maps to the Stars

#### Meilleure actrice dans un second rôle
- Suzanne Clément pour le rôle de Kyla dans Mommy
  - Catherine St-Laurent pour le rôle de Véronique Simard dans Tu dors Nicole
  - Sandrine Bisson pour le rôle de Claudette Trogi dans 1987
  - Kil Hae Yeon pour le rôle de la mère dans In Her Place
  - Mia Wasikowska pour le rôle de Agatha Weiss dans Maps to the Stars

#### Meilleur scénario original
- Mommy – Xavier Dolan
  - Captives (The Captive) – Atom Egoyan et David Fraser
  - In Her Place – Pearl Ball-‐Harding et Albert Shin
  - Maps to the Stars – Bruce Wagner
  - Tu dors Nicole – Stéphane Lafleur

#### Meilleure adaptation
- Elephant Song – Nicolas Billon
  - The Calling – Scott Abramovitch
  - Cast No Shadow – Joel Thomas Hynes

#### Meilleure direction artistique
- Captives (The Captive) – Phillip Barker
- Cast No Shadow – Xavier Georges
- Fall – William Layton
- Mommy – Colombe Raby
- Pompéi (Pompeii) – Paul Austerberry et Nigel Churcher

#### Meilleurs costumes
- Mommy – Xavier Dolan
- 1987 – Valérie Levesque
- Henri Henri – Francesca Chamberland
- Pompéi (Pompeii) – Wendy Partridge
- Trailer Park Boys : Don't Legalize It – Sarah Dunsworth

#### Meilleurs maquillages
- 1987 - Virginie Boudreau
- Henri Henri – Lizane Lasalle
- Meetings with a Young Poet – Colleen Quinton
- Mommy – Maina Militza
- Trailer Park Boys : Don't Legalize It – Amanda O'Leary

#### Meilleures images
- Fall – Norayr Kasper
- Henri Henri – Mathieu Laverdière
- It Was You Charlie – Luc Montpellier
- Meetings with a Young Poet – Michel La Veaux
- Mommy – André Turpin

#### Meilleur montage
- Afflicted – Greg Ng
- Henri Henri – Arthur Tarnowski
- In Her Place – Albert Shin
- Maps to the Stars – Ron Sanders
- Mommy – Xavier Dolan

#### Meilleur son d'ensemble
- Bang Bang Baby
- Maps to the Stars
- Meeting with a Young Poet
- Mommy
- Pompéi (Pompeii)

#### Meilleur montage sonore
- Fall
- Henri Henri
- Meeting with a Young Poet
- Mommy
- Pompéi (Pompeii)

#### Meilleurs effets visuels
- Afflicted
- Pompéi (Pompeii)
- Wet Bum

#### Meilleure chanson originale
- The Whisper in Me interprétée par Ian Lefeuvre dans Dirty Singles
- Dal Makhani interprétée par Manjeet Ral dans Dr. Cabbie
- Road to Rainbow’s End interprétée par Lewis Furey dans Love Project
- Danse Elegant interprétée par Patrick Caird et Sonya Cote dans Tru Love
- Wants interprétée par Dan Mangan dans The Valley Below

#### Meilleure musique originale
- Cast No Shadow – Jeffrey Morrow
- Hector et la Recherche du bonheur – Dan Mangan et Jesse Zubot
- Henri Henri – Patrick Lavoie
- Maps to the Stars – Howard Shore
- Meetings with a Young Poet – Patrick Dubuc et Gaetan Gravel

#### Meilleur court métrage d'animation
- Ma Moulton et moi, Torill Kove[2]